# 佐々波楊子
佐々波 楊子（さざなみ ようこ、1932年12月2日 - 2023年5月17日）は、日本の経済学者。慶應義塾大学名誉教授。専門は国際経済学。旧姓川島。

## 経歴
川島楊子は1932年東京府生まれ。1955年慶應義塾大学経済学部卒業。1957年ハーバード大学修士課程修了。1959年から国連本部経済調査官として勤務。1962年慶應義塾大学産業研究所助手。1963年に同学の専任講師、1967年同助教授、1968年に「経済成長と国際競争力」の博士論文の題目で慶應義塾大学から経済学博士を授与。1972年同学教授職に就任。1997年定年退職、同学名誉教授、明海大学教授に就任。
佐々波楊子は2023年に老衰で死去。共同研究者の木村福成は、佐々波の追悼文で「当時まだ数も少なかった女性研究者としての誇りと使命感をもってお仕事をされていた」「筋金入りの国際派、海外に出ると一段と元気になれる」と述べた。
夫の佐々波秀彦は建設省に勤めた都市工学研究者で筑波大学教授。祖父に芳澤謙吉、従姉に緒方貞子がある。

## 主な研究
科研費研究より。初出の人名に添えた「※」印は慶応義塾大学所属を示す。
- 経済事情・政策学 
  - 一般研究（C）浜口登（早稲田大学）「アジア地域における工業製品貿易-中国工業製品貿易拡大の可能性とその影響-」慶応義塾大学、1986 - 1987年[15]。
- 海外学術研究
  - 「中国工業製品貿易拡大の可能性とその影響ー供給隘路についての現地調査ー」慶応義塾大学※、1987年[16] - 1987年[17]。金 伯生（KIN Hakusei 中国対外貿易部）、浜口登、樋口美雄※、吉岡完治※、黒田昌裕※
  - 「中国工業製品貿易拡大の可能性とその影響ー供給隘路についての現地調査総括ー」慶応義塾大学、1988年 - 1988年[18]。吉岡完治※、黒田昌裕※
- 経済事情・政策学 
  - 一般研究（C）「海外直接投資の工業製品貿易に及ぼす影響ー日本の対中国直接投資を中心にー」慶応義塾大学、1988年 - 1988年[19]。
  - 一般研究（C）「サービス貿易自由化の波及効果についての実証分析」慶応義塾大学、1991年 - 1993年[20]。吉岡完治、黒田昌裕。
  - 国際学術研究、浜口登「中国沿海地区経済開発の波及効果」慶応義塾大学、1992年 - 1994年[21]
- 経済政策（含経済事情）
  - 基盤研究（C）、木村福成※、河井啓希※「為替変動の内外価格差に及ぼす影響に関する計量経済学的分析」慶應義塾大学、1996年 - 1998年[注釈 1]。
  - 基盤研究（B）、木村福成、佐々波楊子「東アジアサブリージョナルマーケットの形成と日系企業の役割」慶應義塾大学、1997年 - 1999年[注釈 2]。

## 著書

### 単著
主な著書。
- 『経済成長と国際競争力』（東洋経済新報社、1968年）[22]
- 『国際分業と日本経済』（東洋経済新報社〈実証経済学選書〉、1980年）[23]

### 欧文の論文
- Sazanami, Yoko. "Déterminants of Japanese Foreign Direct Investment. Locational Attractiveness of European Countries to Japanese Multinationals." Revue économique.（フランス語）, PERSEE, 1992, pp.661-670. OCLC 754516903.
- Sazanami, Yoko. "Regionalism in East Asia and the World Trade Organization."『国際研究論集 : 秀明大学紀要』〈Japanese-European Relations in Global Perspective ; Section 3: Japan, Europe and the Wider World〉第12巻、秀明大学、1999-7-10、135-143頁。ISSN 0914-9422、OCLC 5180152894。

### 書評
- 「白井早由里 著『検証IMF経済政策 : 東アジア危機を超えて』」『三田学会雑誌』第92巻第4号、2000年1月、905-907頁、CRID 1390572176701418368、doi:10.14991/001.20000101-0243。(243)-(245)頁
- 「植田和男 著『国際マクロ経済学と日本経済』」『三田学会雑誌』第77巻第1号、1984年4月、123-124頁、CRID 1390572244891415808、doi:10.14991/001.19840401-0123。
- 「書評」『季刊 理論経済学』第31巻第2号、1980年、187-188頁、CRID 1390001205484529280、doi:10.11398/economics1950.31.2_187。
- 「"Trade negotiation in the Tokyo Round : a quantitative assessment" by William R. Cline, Noboru Kawanabe T. O. M. Kronsjo and Thomas Williams, 1978」『三田学会雑誌』第72巻第2号、1979年4月、268(158)-271(161)、CRID 1390009454814882944、doi:10.14991/001.19790401-0158。(158)-(161)頁
- 「アーヴィンB. クレイビス、ロバートE. リプシイ 著『世界貿易における価格競争力』」『三田学会雑誌』第65巻第6号、1972年6月、446(82)-448(84)、CRID 1390572589998423552、doi:10.14991/001.19720601-0082。(82)-(84)頁。別題、Irving Kravis and Robert Lipsey, Price competitiveness in world trade. NBER Columbia University Press, 1971.

### 共編著
- 千田亮吉・浜口登『貿易調整のメカニズム：輸出入のミクロ的基礎』（文真堂書店、1988年）[24]
- 浦田秀次郎『サービス貿易：理論・現状・課題』（東洋経済新報社、1990年）
- ジャン＝ルイ・ムキエリ『日欧：競争と協調の新時代』（文真堂書店、1993年）[25]パリ第一大学パンテオン・ソルボンヌ校国際の会議報告書。「日本とヨーロッパは競争者かパートナーか」（国際経済・金融戦略研究センター主催）
- 中西輝政、篠原三代平、深海博明、渡辺昭夫、大来佐武郎『The global trend toward regional integration』Foreign Press Center〈Reference reading series 25〉1993年、NCID BA20669576。
- 浦田秀次郎、河井啓希『内外価格差の経済学』（東洋経済新報社、1996年）
- 中北徹『WTOで何が変わったか：新国際通商ルールとは』（日本評論社、1997年）[26]
- 木村福成『アジア地域経済の再編成』（慶應義塾大学出版会〈慶應義塾大学産業研究所叢書〉、2000年）